# Federação de Voleibol das Antilhas Neerlandesas
A Federação de Voleibol das Antilhas Neerlandesas  (em neerlandêsːNederlands Antilliaanse Volleybal Bond,NeVaBo) é  uma organização fundada em 1955 que governa a pratica de voleibol nas Antilhas Neerlandesas, sendo membro da Federação Internacional de Voleibol e da Confederação da América do Norte, Central e Caribe de Voleibol, a entidade é responsável por  organizar  os campeonatos nacionais de  voleibol masculino e feminino no país.